# DDR-Meisterschaften im Schwimmen 1988

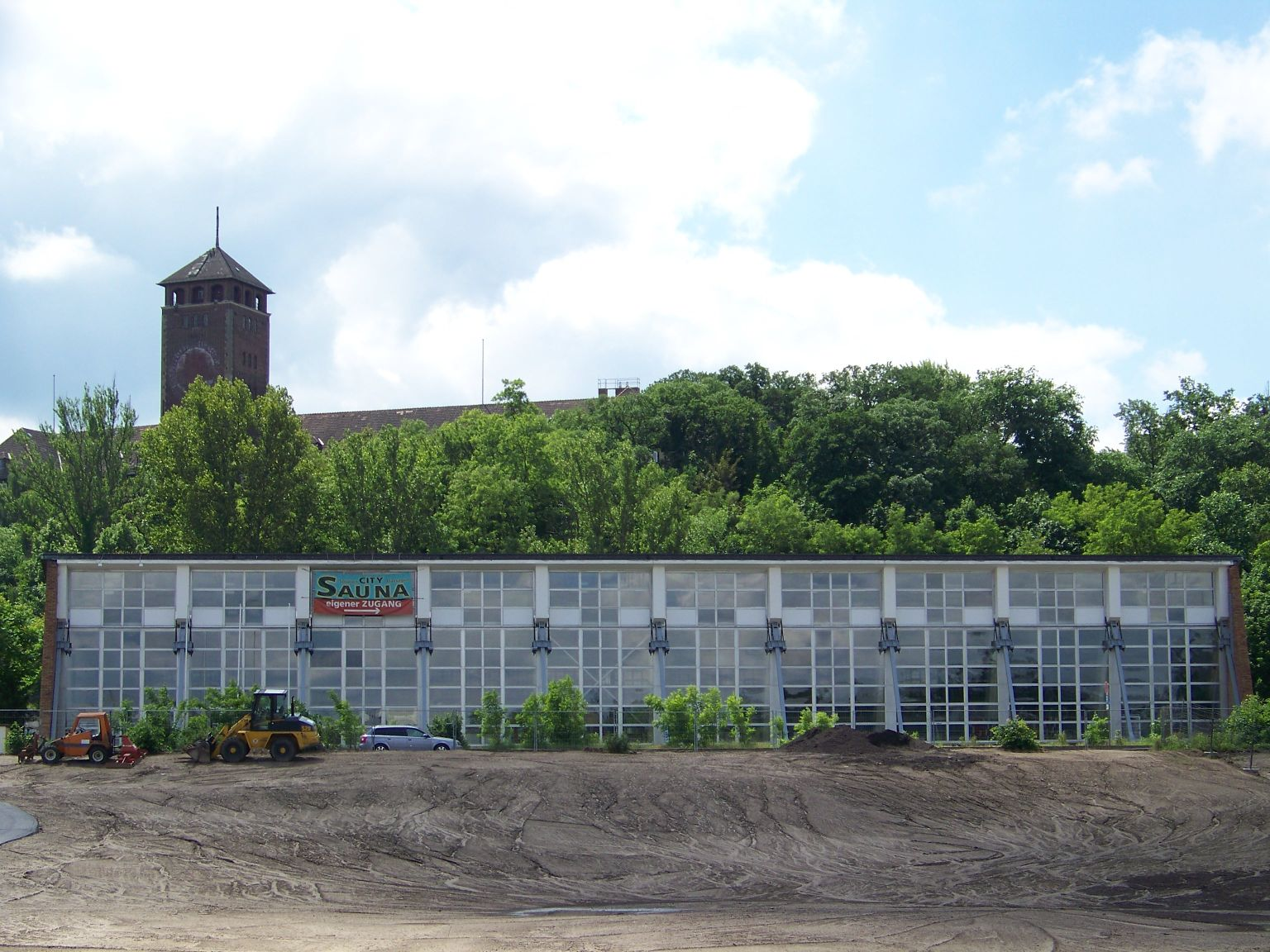
Austragungsort der DDR-Meisterschaften im Schwimmen 1988

Die DDR-Meisterschaften im Schwimmen wurden 1988 zum 39. Mal ausgetragen und fanden vom 19. bis 24. Juli in der Schwimmhalle am Brauhausberg in Potsdam statt, bei denen auf 32 Strecken (16 Herren/16 Damen) die Meister ermittelt wurden. Mit zwölf Titeln war der SC Dynamo Berlin die erfolgreichste Mannschaft und stellte mit Steffen Zesner sowie Daniela Hunger, die genauso wie Silke Hörner vom SC DHfK Leipzig drei Titel gewannen, die erfolgreichsten Sportler dieser Meisterschaft.
Den sportlichen Höhepunkt der Meisterschaft gelang Cornelia Sirch über 200 Meter Rücken, bei dem sie ihren eigenen Europarekord egalisierte. Für neue DDR-Rekorde sorgten Christian Poswiat über 100 Meter Brust und Patrick Kühl über 400 Meter Lagen. Des Weiteren stellte die Herrenstaffel vom SC Dynamo Berlin über 4 × 200 Meter Freistil und 4 × 100 Meter Lagen sowie die Damenstaffel vom SC Dynamo Berlin über 4 × 100 Meter Freistil neue DDR-Rekorde für Klubstaffeln auf.

## Herren
| Wettbewerb          | Gold                                                                        | Gold         | Silber                                                               | Silber       | Bronze                                                                   | Bronze       |
| 050 m Freistil      | Jörg Woithe SC Dynamo Berlin                                                | 23,16 s      | Olaf Ahlers SC Empor Rostock                                         | 23,55 s      | Mattias Henselmann TSC Berlin                                            | 23,63 s      |
| 100 m Freistil      | Steffen Zesner SC Dynamo Berlin                                             | 50,42 s      | Sven Lodziewski SC Dynamo Berlin                                     | 50,54 s      | Dirk Richter SC Einheit Dresden                                          | 50,60 s      |
| 200 m Freistil      | Thomas Flemming SC Karl-Marx-Stadt                                          | 1:49,26 min  | Steffen Zesner SC Dynamo Berlin                                      | 1:49,31 min  | Uwe Daßler ASK Vorwärts Potsdam                                          | 1:49,44 min  |
| 400 m Freistil      | Uwe Daßler ASK Vorwärts Potsdam                                             | 3:49,20 min  | Sven Lodziewski SC Dynamo Berlin                                     | 3:50,68 min  | Jörg Hoffmann ASK Vorwärts Potsdam                                       | 3:52,86 min  |
| 1500 m Freistil0    | Uwe Daßler ASK Vorwärts Potsdam                                             | 15:11,24 min | Jörg Hoffmann ASK Vorwärts Potsdam                                   | 15:15,80 min | Carsten Kühlmorgen SC Karl-Marx-Stadt                                    | 15:34,65 min |
| 100 m Brust         | Christian Poswiat SC Dynamo Berlin                                          | 1:03,06 min  | Raik Hannemann SC Dynamo Berlin                                      | 1:03,98 min  | Ralph Färber SC DHfK Leipzig                                             | 1:04,97 min  |
| 200 m Brust         | Christian Poswiat SC Dynamo Berlin                                          | 2:20,04 min  | Mirko Erdmann ASK Vorwärts Potsdam                                   | 2:21,52 min  | Ralph Färber SC DHfK Leipzig                                             | 2:22,51 min  |
| 100 m Schmetterling | Thomas Dreßler SC DHfK Leipzig                                              | 54,50 s      | Nils Rudolph SC Empor Rostock                                        | 55,16 s      | Uwe Schnabel SC DHfK Leipzig                                             | 55,26 s      |
| 200 m Schmetterling | Thomas Dreßler SC DHfK Leipzig                                              | 2:02,14 min  | Thomas Körber SC Chemie Halle                                        | 2:03,38 min  | Uwe Böer SC Chemie Halle                                                 | 2:04,23 min  |
| 100 m Rücken        | Frank Baltrusch SC Magdeburg                                                | 56,76 s      | Torsten Kaiser SC Einheit Dresden                                    | 56,86 s      | Steffen Gröhst SC Dynamo Berlin                                          | 57,29 s      |
| 200 m Rücken        | Frank Baltrusch SC Magdeburg                                                | 2:00,44 min  | Tino Weber SC Chemie Halle                                           | 2:03,26 min  | Michael Marcinkowski SC Dynamo Berlin                                    | 2:04,52 min  |
| 200 m Lagen         | Raik Hannemann SC Dynamo Berlin                                             | 2:03,39 min  | Christian Geßner SC Turbine Erfurt                                   | 2:03,71 min  | Patrick Kühl ASK Vorwärts Potsdam                                        | 2:04,65 min  |
| 400 m Lagen         | Patrick Kühl ASK Vorwärts Potsdam                                           | 4:17,09 min  | Christian Geßner SC Turbine Erfurt                                   | 4:21,68 min  | Raik Hannemann SC Dynamo Berlin                                          | 4:24,85 min  |
| 4 × 100 m Freistil  | SC Dynamo Berlin II Steffen Zesner Silko Günzel Ingolf Rasch Lars Hinneburg | 3:23,74 min  | SC Dynamo Berlin I Sven Lodziewski Dirk Bludau Schulze André Matzk   | 3:23,79 min  | SC Empor Rostock Olaf Ahlers Matthias Wolff Peter Wiedemann Nils Rudolph | 3:27,74 min  |
| 4 × 200 m Freistil  | SC Dynamo Berlin Sven Lodziewski André Matzk Lars Hinneburg Steffen Zesner  | 7:18,36 min  | ASK Vorwärts Potsdam Uwe Daßler Jörg Hoffmann Tydecks Andreas Szigat | 7:37,65 min  | SC Einheit Dresden Michael Kummer Lars Peschel Taubenheim Falk Reimann   | 7:55,67 min  |
| 4 × 100 m Lagen     | SC Dynamo Berlin Steffen Gröhst Raik Hannemann Umlauft André Matzk          | 3:47,29 min  | SC Chemie Halle                                                      | 3:54,12 min  | ASK Vorwärts Potsdam                                                     | 3:54,85 min  |

## Damen
| Wettbewerb          | Gold                                                                       | Gold        | Silber                                                                 | Silber      | Bronze                                                                | Bronze      |
| 050 m Freistil      | Katrin Meißner SC Dynamo Berlin                                            | 25,89 s     | Kristin Otto SC DHfK Leipzig                                           | 25,95 s     | Daniela Hunger SC Dynamo Berlin                                       | 26,03 s     |
| 100 m Freistil      | Kristin Otto SC DHfK Leipzig                                               | 55,33 s     | Manuela Stellmach SC Dynamo Berlin                                     | 55,89 s     | Katrin Meißner SC Dynamo Berlin                                       | 56,08 s     |
| 200 m Freistil      | Heike Friedrich SC Karl-Marx-Stadt                                         | 1:57,87 min | Manuela Stellmach SC Dynamo Berlin                                     | 1:58,79 min | Dagmar Hase SC Chemie Halle                                           | 2:00,95 min |
| 400 m Freistil      | Heike Friedrich SC Karl-Marx-Stadt                                         | 4:07,02 min | Anke Möhring SC Magdeburg                                              | 4:07,89 min | Katja Hartmann ASK Vorwärts Potsdam                                   | 4:09,10 min |
| 800 m Freistil      | Anke Möhring SC Magdeburg                                                  | 8:24,64 min | Astrid Strauß TSC Berlin                                               | 8:27,07 min | Heike Friedrich SC Karl-Marx-Stadt                                    | 8:28,91 min |
| 100 m Brust         | Silke Hörner SC DHfK Leipzig                                               | 1:08,74 min | Annett Rex TSC Berlin                                                  | 1:09,41 min | Susanne Börnike ASK Vorwärts Potsdam                                  | 1:10,21 min |
| 200 m Brust         | Silke Hörner SC DHfK Leipzig                                               | 2:29,17 min | Susanne Börnike ASK Vorwärts Potsdam                                   | 2:29,69 min | Annett Rex TSC Berlin                                                 | 2:31,31 min |
| 100 m Schmetterling | Birte Weigang SC Turbine Erfurt                                            | 59,65 s     | Kristin Otto SC DHfK Leipzig                                           | 59,77 s     | Christiane Sievert SC DHfK Leipzig                                    | 1:01,83 min |
| 200 m Schmetterling | Birte Weigang SC Turbine Erfurt                                            | 2:09,54 min | Heide Grein ASK Vorwärts Potsdam                                       | 2:14,98 min | Peggy Büchse SC Empor Rostock                                         | 2:15,01 min |
| 100 m Rücken        | Kristin Otto SC DHfK Leipzig                                               | 1:01,10 min | Cornelia Sirch SC Turbine Erfurt                                       | 1:02,39 min | Birte Weigang SC Turbine Erfurt Kathrin Zimmermann SC Karl-Marx-Stadt | 1:02,63 min |
| 200 m Rücken        | Cornelia Sirch SC Turbine Erfurt                                           | 2:09,91 min | Kathrin Zimmermann SC Karl-Marx-Stadt                                  | 2:13,10 min | Anja Eichhorst SC Empor Rostock                                       | 2:14,41 min |
| 200 m Lagen         | Daniela Hunger SC Dynamo Berlin                                            | 2:13,24 min | Kathleen Nord SC Magdeburg                                             | 2:16,47 min | Corinna Meier ASK Vorwärts Potsdam                                    | 2:17,96 min |
| 400 m Lagen         | Daniela Hunger SC Dynamo Berlin                                            | 4:42,67 min | Kathleen Nord SC Magdeburg                                             | 4:43,09 min | Grit Müller ASK Vorwärts Potsdam                                      | 4:47,68 min |
| 4 × 100 m Freistil  | SC Dynamo Berlin Daniela Hunger Katrin Meißner Manuela Stellmach Körner    | 3:45,74 min | SC DHfK Leipzig Sabina Schulze Christiane Sievert Kristin Otto Schwarz | 3:48,89 min | SC Empor Rostock Buck Gerdnun Regina Dittmann Anja Eichhorst          | 3:53,88 min |
| 4 × 200 m Freistil  | ASK Vorwärts Potsdam Heide Grein Katja Hartmann Katrin Gronau Grit Müller  | 8:22,96 min | SC Empor Rostock Peggy Büchse Marion Sperka Anja Eichhorst Buck        | 8:32,16 min |                                                                       |             |
| 4 × 100 m Lagen     | SC DHfK Leipzig Katrin Jäke Silke Hörner Christiane Sievert Sabina Schulze | 4:12,08 min | SC Turbine Erfurt Cornelia Sirch Enzian Birte Weigang Kornelia Greßler | 4:14,50 min | SC Empor Rostock Anja Eichhorst Gerdnun Buck Regina Dittmann          | 4:20,47 min |

## Medaillenspiegel

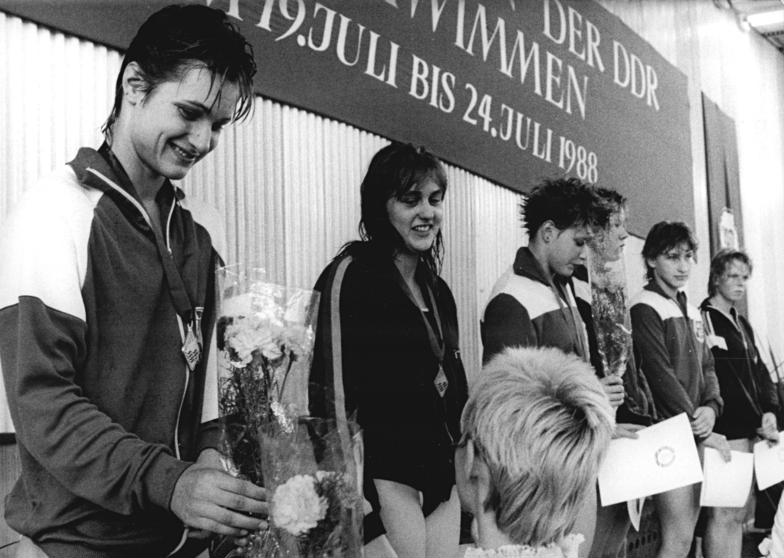
Siegerehrung über 200 m Schmetterling der Damen (v.l. Weigang, Grein, Büchse, Sievert, Buck und Schwarz)

| Platz | Verein                        | Verein               | Gold | Silber | Bronze | Total |
| ----- | ----------------------------- | -------------------- | ---- | ------ | ------ | ----- |
| 01    | Logo vom SC Dynamo Berlin     | SC Dynamo Berlin     | 120  | 7      | 5      | 24    |
| 02    |                               | SC DHfK Leipzig      | 7    | 3      | 4      | 14    |
| 03    | Logo vom ASK Vorwärts Potsdam | ASK Vorwärts Potsdam | 4    | 5      | 8      | 17    |
| 04    | Logo vom SC Turbine Erfurt    | SC Turbine Erfurt    | 3    | 4      | 1      | 08    |
| 05    | Logo vom SC Magdeburg         | SC Magdeburg         | 3    | 3      | –      | 06    |
| 06    | Logo vom SC Karl-Marx-Stadt   | SC Karl-Marx-Stadt   | 3    | 1      | 3      | 07    |
| 07    | Logo vom SC Empor Rostock     | SC Empor Rostock     | –    | 3      | 5      | 08    |
| 08    | Logo vom SC Chemie Halle      | SC Chemie Halle      | –    | 3      | 2      | 05    |
| 09    | Logo vom TSC Berlin           | TSC Berlin           | –    | 2      | 2      | 04    |
| 10    | Logo vom SC Einheit Dresden   | SC Einheit Dresden   | –    | 1      | 2      | 03    |
|       | Total                         | Total                | 32   | 32     | 32     | 96    |